# 赵政 (明朝宦官)

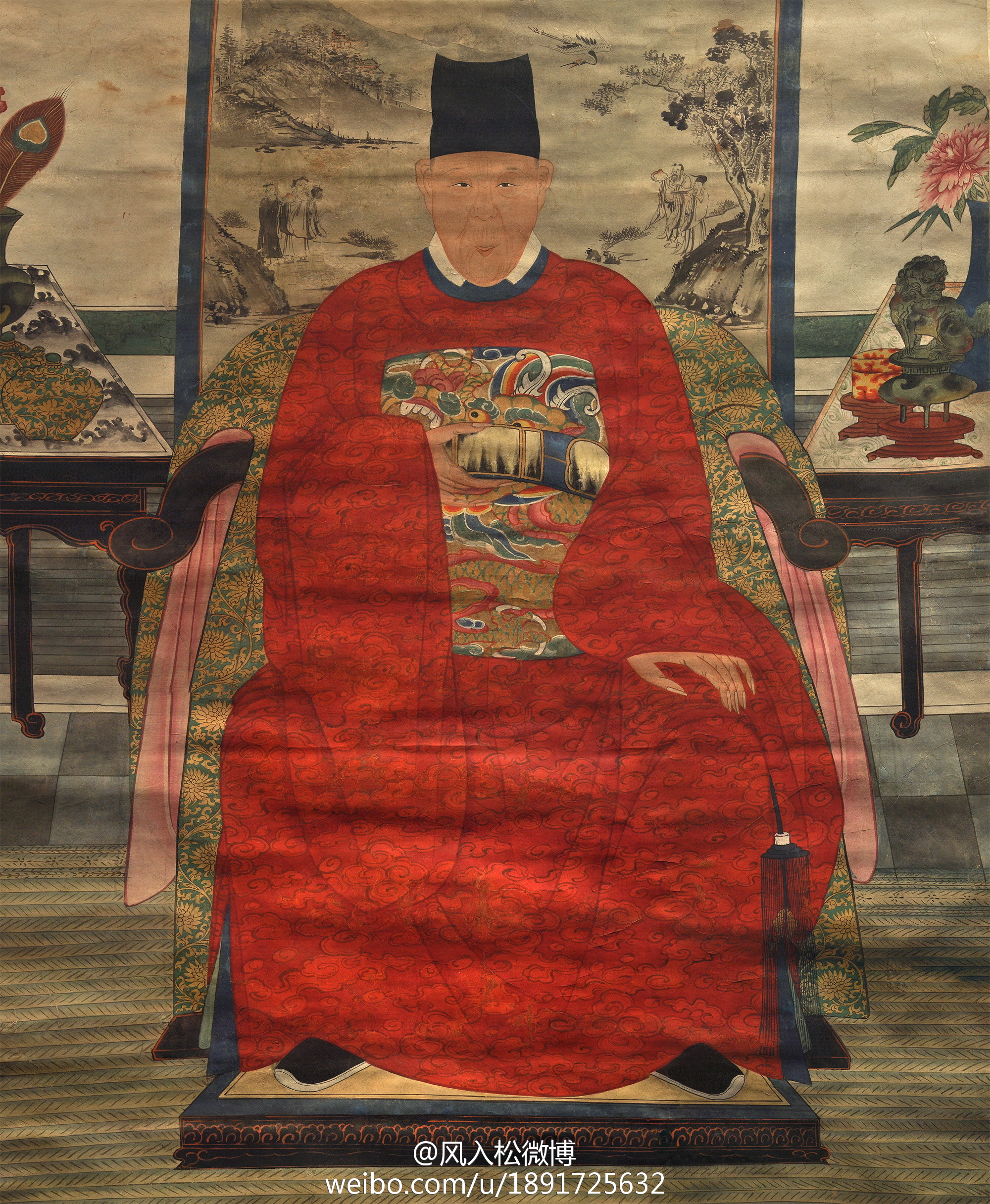
明 赵政像 首都博物馆藏

赵政（1494年—1556年），字廷治，號德齋，顺天府武清县人，嘉靖时期的司设监太监。

## 生平
嘉靖二十五年，于北京阜成門外海淀区八裡莊建摩訶庵。曾任钦命提督五军三千营军务、司设监太监、乾清宫管事，死後葬於摩訶庵中。